# Port Henry
Port Henry es una villa ubicada en el condado de Essex en el estado estadounidense de Nueva York. En el año 2000 tenía una población de 1,152 habitantes y una densidad poblacional de 370 personas por km².

## Geografía
Port Henry se encuentra ubicada en las coordenadas 44°2′43″N 73°27′40″O / 44.04528, -73.46111.

## Demografía
Según la Oficina del Censo en 2000 los ingresos medios por hogar en la localidad eran de $29,306, y los ingresos medios por familia eran $40,556. Los hombres tenían unos ingresos medios de $34,821 frente a los $20,703 para las mujeres. La renta per cápita para la localidad era de $17,455. Alrededor del 19.2% de la población estaban por debajo del umbral de pobreza.